# Кандесартан
Кандесарта́н — блокатор AT1-ангиотензиновых рецепторов. Применяется в качестве антигипертензивного средства длительного действия.

## Фармакокинетика
Для кандесартана характерно образование устойчивой длительной связи с AT1 рецепторами и медленной диссоциацией этой связи. Благодаря этому препараты кандесартана оказывают выраженное антигипертензивное действие, сохраняющееся более 24—36 ч. Этот эффект не зависит от пола, возраста и массы тела пациента. Кандесартан не способствует к накоплению  брадикинина, не оказывает влияние на АПФ и не ингибирует его.
Препарат может назначаться при следующих заболеваниях: артериальная гипертензия, хроническая сердечная недостаточность, гипертрофия левого желудочка, диабетическая нефропатия и др. 